# Rychtal
Rychtal is een dorp in het Poolse woiwodschap Groot-Polen, in het district Kępiński. De plaats maakt deel uit van de gemeente Rychtal en telt 1300 inwoners.

## Verkeer en vervoer
- Station Rychtal